# Bergset
Bergset är en kyrkby och tidigare tätort som utgör centralort i Rendalens kommun i Innlandet fylke i östra Norge. Orten ligger där fylkesväg 30 möter fylkesväg 2216, på västra sidan av älven Rena. Här finns Øvre Rendals kyrka.
Tidigare har orten utgjort centralort i dåvarande Rendals kommun, därefter i dåvarande Øvre Rendals kommun.
Sedan 2013 räknas orten inte längre som en tätort.

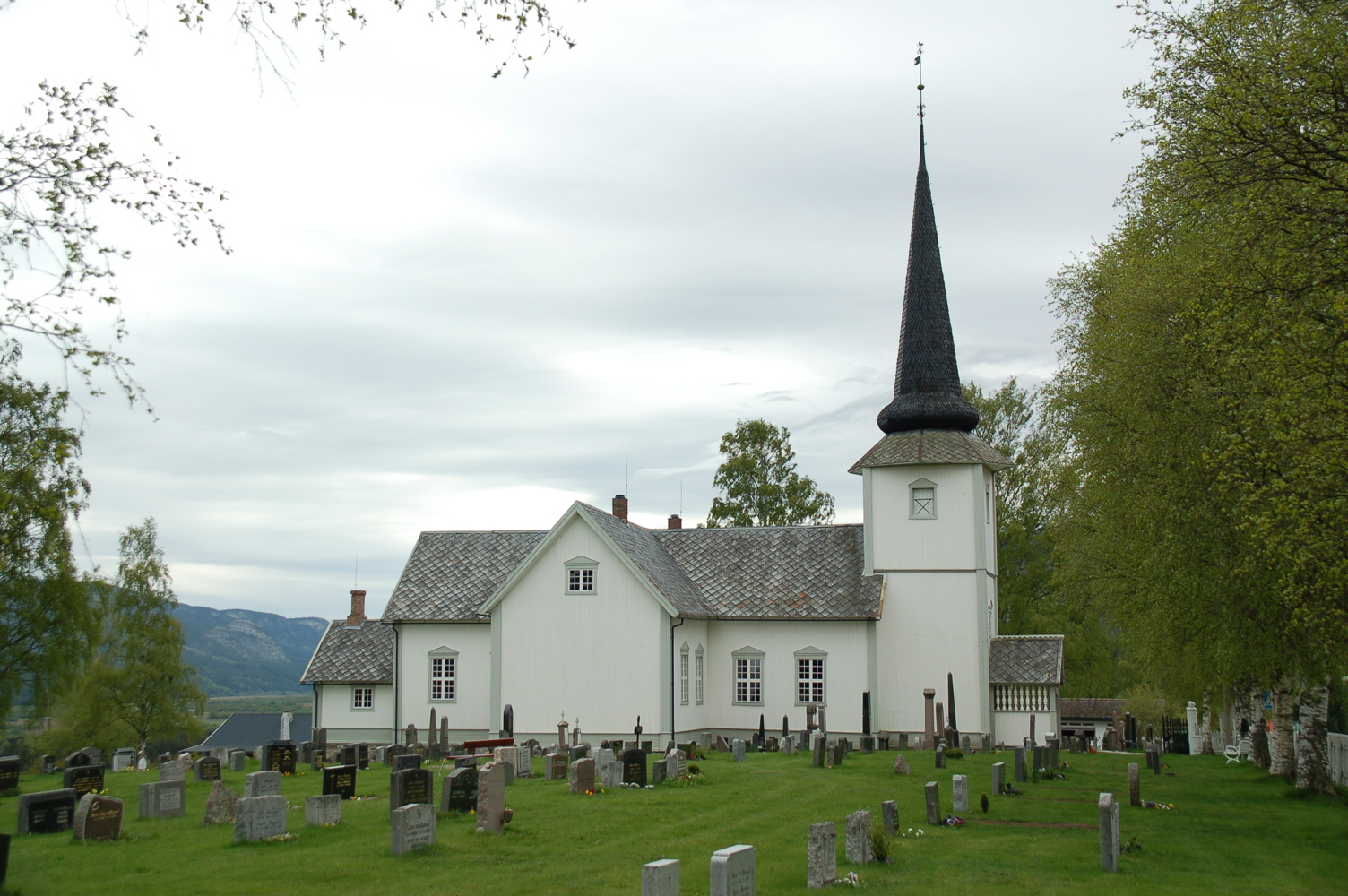
Øvre Rendals kyrka.